# Saint-Martin-de-Lenne

Saint-Martin-de-Lenne este o comună în departamentul Aveyron din sudul Franței. În 1 ianuarie 2022 avea o populație de 334 de locuitori.